# Paulo César Barros
Paulo César Barros (Rio de Janeiro, 31 de janeiro de 1947) é um músico brasileiro.
Barros é baixista e compositor, irmão de Renato Barros, que juntos formaram a banda Renato e Seus Blue Caps.

## Carreira
Entre o final da década de 1950 e o final da década de 1980, Paulo foi o baixista da banda Renato e seus Blue Caps, fundada por ele e por seus irmãos Renato e Ed Wilson. Na época, com 13 anos de idade, ganhou o concurso "Hoje é Dia de Rock" em 1960 e um dos prêmios era participar do programa do Chacrinha.
Nazareno de Brito, diretor da Copacabana Discos os viu tocando e chamou o grupo para fazer um disco. O primeiro disco não gerou grandes vendas e somente em 1963 foi elaborado um álbum da banda com Erasmo Carlos na formação, logo após ter saído dos Snakes. Participou de canções com Reinaldo Rayol, Cleide Alves, já pela CBS, gravadora que começaram a frequentar em 1963.
Acompanhou Roberto Carlos em "Splish Splash", o qual conheceram através de Erasmo, tocaram em circos e casa noturnas.
Também trabalhou com Roberto Simonal, Michael Sullivan e Rossini Pinto no qual gravou um compacto duplo. e em 1977 deixou de trabalhar com Roberto Carlos.
Em 2005 lançou um disco pela Som Livre denominado Entre amigos no qual teve participação de Fagner, Frejat entre outros.

## Composições
Algumas composições de Paulo.
- Porque eu te amo - com Renato e Seus Blue Caps
- Ritmos do mundo - com Angélica
- Nada vai me acontecer - em Rock Popular Brasileiro
- Perdi a esperança - em Um embalo com Renato e Seus Blue Caps
- Porque eu te amo - com Renato e Seus Blue Caps
- Não me diga adeus - com Renato e Seus Blue Caps
- Sim, sou feliz - em Um embalo com Renato e Seus Blue Caps
- Paula - em Baton vermelho
- Gosto de você (Tell me what you see) - em Um embalo com Renato e Seus Blue Caps
- No dia em que Jesus voltar - com Renato e Seus Blue Caps
- Não quero ver você chorar - em Um embalo com Renato e Seus Blue Caps
- Relógio - em Baton vermelho
- Feito sonho - em Baton vermelho
- O tempo vai apagar - em O Inimitável
- Nada vai me convencer - em Roberto Carlos
- Vou lhe deixar - em Wanderléa
- Somos um só - em Cláudia Telles
- Quero você - em 6 / 1
- Fica comigo - em Lilian Knapp
- O tempo vai apagar - em Nossas Canções
- Consegui concluir - em Quinteto Ternura

## Discografia
- Os Maiores Sucessos dos Beatles (1977)
- Estrada (2004)